# Budak (żupania zadarska)
Budak – wieś w Chorwacji, w żupanii zadarskiej, w gminie Stankovci. W 2011 roku liczyła 402 mieszkańców.